# Hydaticus bitalensis
Hydaticus bitalensis är en skalbaggsart som beskrevs av Guignot 1952. Hydaticus bitalensis ingår i släktet Hydaticus och familjen dykare. Inga underarter finns listade i Catalogue of Life.